# Michael Timisela
Michael Elias Timisela (ur. 5 maja 1986 w Venlo) – holenderski piłkarz grający na pozycji obrońcy w Lillestrøm SK.